# Mulona manni
Mulona manni là một loài bướm đêm thuộc phân họ Arctiinae, họ Erebidae.